# 辻町 (静岡県)
辻町（つじまち）は静岡県の中部、庵原郡に属していた町である。
静岡市清水区の中心部にあたる。本項では町制前の辻村（つじむら）についても述べる。

## 地理
- 河川：巴川

## 歴史
- 1889年（明治22年）4月1日 - 町村制の施行により、江尻宿、江尻出作、辻村が合併して庵原郡江尻町が発足。
- 1893年（明治26年）4月9日 - 江尻町の一部（大字辻）が分立して辻村が発足。
- 1918年（大正7年）8月1日 - 辻村が町制施行して辻町となる。
- 1924年（大正13年）
  - 1月31日 - 安倍郡入江町に編入。同日辻町廃止。
  - 2月11日 - 入江町が清水町、不二見村、三保村と合併して清水市が発足。
- 2003年（平成15年）4月1日 - 清水市が静岡市と合併し、改めて静岡市が発足。
- 2005年（平成17年）4月1日 - 静岡市が政令指定都市に移行し、旧町域は清水区となる。

## 交通

### 鉄道路線
- 鉄道省
  - 東海道本線
    - 江尻駅（現清水駅）
- 静岡電気鉄道（現静岡鉄道）
  - 静岡清水線
    - 江尻新道駅（現新清水駅）

  - 清水市内線（1975年廃止）
    - 江尻新道 - 仲浜町 - 江尻駅前 - 辻町 - 秋葉道 - 西久保 - 嶺
- 庵原軌道（1916年廃止）
  - 庵原軌道線
    - 江尻駅 - 辻学校前駅 - 辻町駅 - 秋葉前駅

### 道路
- 東海道